# 中國文化大學體育館
中國文化大學體育館（又稱文大大孝館）是中國文化大學校本部內的體育館，基地位於校園南側，樓板面積達17,520坪（54062.58平方公尺）。耗時2年興建，總花費達新台幣23億7000萬元，為台灣海拔最高的大學體育館，緊鄰陽明山國家公園、情人坡。被選定為2017年夏季世界大學運動會排球競賽場地。

## 建築簡介

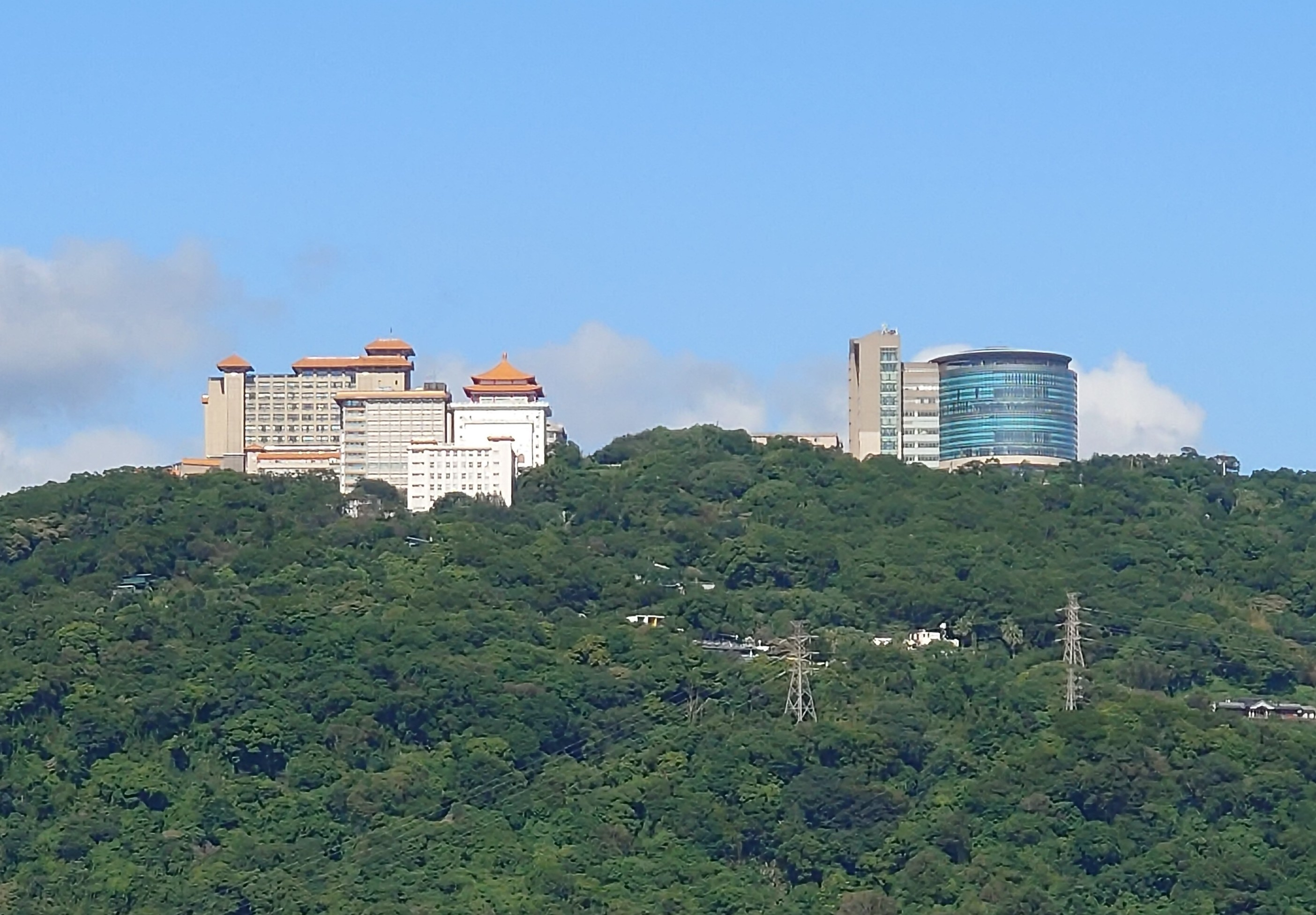
中國文化大學校本部，體育館位於圖中右側

大孝館、體育館為兩棟建築物共同組成，十層高L型大樓大孝館與八層高橢圓形體育館相連接。考量台灣位於歐亞大陸板塊與太平洋海板塊交界處、基地位於海拔400公尺之陽明山。因而加強整體建築主體與抗震能力。體育館為透光橢圓形建築，由懸臂拱梁群柱構成，採用淺藍色雙層玻璃帷幕外罩，建築採用耐震鋼筋以高韌性斜撐鋼骨架設，風力及地震時可自行調整移動方向及振幅，保護整體結構的安全。其中大孝館為校內主要教學大樓之一，並為教育學院之院館，另設有柏英音樂廳、會議廳等藝文空間，供校內師生與教職員使用。

## 樓層配置
| 中國文化大學體育館 |                                                                  |
| 10樓               | 建築及都市設計系工作室                                           |
| 9樓                | 建築及都市設計系系辦                                             |
| 7樓                | 師資培育中心、教育學系導師辦公室                                 |
| 6樓                | 教育學院、教育學系辦公室                                         |
| 5樓                | 多功能運動場、羽網球區                                           |
| 3樓                | 第二演講廳、保健中心、諮詢室、跑道、校園實習媒體中心和公共關係室 |
| 2樓                | 運動場(籃排球區)、收發室、服務台、名人堂、第一演講廳             |
| 1樓                | 水上運動區、柔道教室、重量訓練室、角力教室、技擊教室             |
| B1樓               | 韻律教室、撞球教室、跆拳道教室、桌球教室與體操教室、健康中心     |
| B2樓               | 多用途訓練室、停車場                                             |
| B3樓               | 停車場                                                           |
| B4樓               | 停車場                                                           |

## 交通
自小客車
- 中山高：由重慶北路出口下交流道，往士林方向沿重慶北路直行，經百齡橋後行駛中正路，再銜接仰德大道行駛至山仔后（公車文化大學站）左轉華岡路，即可到達本校前門。
- 汐五高架段：由環河北路北上出口下交流道，往士林方向行駛。銜接中正路行駛百齡橋後，再銜接仰德大道行駛至山仔后（公車文化大學站）左轉華岡路。

捷運
- 淡水信義線士林站、劍潭站下車，轉乘公車紅5、260至文化大學站下車。
- 淡水信義線士林站、劍潭站下車，轉乘公車小15、303至山仔后站下車。
- 文湖線劍南路站下車，轉乘公車681至文化大學站下車。

## 大型體育活動
- 2009年夏季聽障奧林匹克運動會角力自由式競賽場地。
- 入選為2017年夏季世界大學運動會排球競賽場地。

## 學術單位
| 教育學院系所 College of Education Departments | 教育學系                     | 體育學系運動教練研究所博士班 |
| 教育學院系所 College of Education Departments | 體育學系運動教練研究所碩士班 | 體育學系                     |
| 教育學院系所 College of Education Departments | 技擊運動暨國術學系           | 心理輔導學系暨碩士班         |
| 教育學院系所 College of Education Departments | 運動與健康促進學系           | 師資培育中心                 |

## 學術活動
2010年
- 99年度蒙藏民族舞蹈研習營[11]
- 99各級學校專任運動教練在職訓練研習會
- 99年度教育部補助各級學校專任運動教練出國研習

2011年
- 100年各級學校專任運動教練在職訓練研習會
- 100年度海峽兩岸運動訓練理論與實務研討會
- 中國文化大學2011年男子籃球專項選手訓練營

2012年
- C級柔道教練講習會
- 大專校院102年教職員羽球錦標賽

2013年
- 2013第八屆清鵬盃全國大專校院系際籃球錦標賽
- 2013會計趨勢與教育研討會－TIFRS元年之挑戰與因應

2014年
- 中華民國大專院校103學年度國術錦標賽
- 2014年馬來西亞在臺運動會
- 中華民國大專校院103學年度撞球錦標賽
- 103學年度新生盃羽球邀請賽

2015年
- 2015年亞洲肌力及體能訓練研討會」[12]
- 2015台灣運動生物力學暨運動表現研討會
- 中華電信Hami+音樂校園演唱會
- 2015臺灣運動生物力學暨運動表現研討會
- 2015年華岡清鵬盃全國高中菁英籃球錦標賽
- 中國文化大學53週年校慶運動大會

## 周邊景點
- 中國文化大學情人坡
- 陽明山國家公園
- 花卉試驗中心
- 水管路步道

## 外部連結
- 中國文化大學體育館官方網站（页面存档备份，存于）